# Tycho de Hofman
Tycho de Hofman (15. december 1714 – 14. februar 1754) var en dansk genealog.
Tycho de Hofman, som var broder til Hans de Hofman og Niels de Hofman, fødtes 1714 og blev efter privat undervisning student 1735, studerede efter sin faders ønske teologi og tog 1738 attestats. Men på den udenlandsrejse, han derefter foretog, fulgte han i sine studier sine egne tilbøjeligheder og lagde sig mest efter historie, filosofi og sprog under sine ophold i Göttingen, Leipzig og Strasburg; efter at have besøgt Paris og Englands universitetsbyer vendte han 1741 hjem gennem Holland og Tyskland og udgav samme år sit første skrift, Leben einiger wohlverdienten Dänen, der skaffede ham udnævnelse til sekretær i danske Kancelli.
Men allerede året efter tiltrådte han en 4-årig rejse som ledsager af Frederik Berregaard, med hvem han beså en stor del af Tyskland, Frankrig, Italien, England og Holland, og overalt skaffede hans ledsagers familieforbindelser dem adgang til hofferne. At han på rejsen ikke havde forsømt sine studier, ses deraf, at han samme år, som han kom hjem, kunne udgive sine Portraits historiques des hommes illustres de Dannemarc i 6 dele samt, ligeledes på fransk, levnedsbeskrivelser af Peder Griffenfeld, Cort Adeler
og Tordenskjold.
Rimeligt er det, at disse pragtværker, forsynede med dedikationer til kongen og indflydelsesrige mænd, ikke var uden indflydelse på Hofmans hurtige avancement: 1747 udnævntes han
til assessor i Hofretten i København og 1750 til assessor i Højesteret, hvor han som hofretsassessor havde ført protokollerne. Ved siden af sine embedsforretninger fik Hofman stadig lejlighed til studier, der i den grad vare hans hovedinteresse, at han 1748 søgte embede som arkivsekretær i Gehejmearkivet.
1750 lod han trykke en afhandling om tiendens oprindelse på grundlag af en opsats om dette emne, som han havde skrevet på foranledning af Universitetet i Jena, der hædrede ham med den juridiske doktorgrad, og 1753 et skrift om de af hans grandonkel, den berømte jurist Peder Lassen, stiftede legater. Hofman havde derudover påbegyndt
en reskriptsamling og en samling af fundatser, hvilken sidste blev fortsat af hans ældre broder. Men hans virksomme liv blev pludselig afbrudt, da han døde af blodstyrtning, hvoraf han tidligere havde lidt; udnævnelsen til justitsråd nåede ham ikke, skønt den var dateret 11. januar. Af Det kongelige danske Selskab for Fædrelandets Historie havde Hofman siden 1746 været et virksomt medlem.
Uagtet Hofmans skrifter ikke ville kunne bestå for nutidens kritik, har de dog ikke tabt deres betydning; især ville hans biografier af berømte danske med tilhørende stamtavler i den af C. Liunge og B.C. Sandvig besørgede danske udgave (Historiske Efterretninger om vel fortjente danske Adelsmænd, I-III, 1777-79) stadig kunne benyttes, da mange af originalens fejl deri er rettede.
Hvad der giver Hofmans bøger en særlig tiltrækning, er den skønne udstyrelse med mangfoldige fint udførte, kobberstukne portrætter og vignetter, der til dels også blev benyttede af
broderen i hans Fundatser. En slet skjult glæde over sig selv og sin slægt tilgiver man gerne den elskværdige forfatter, der har sat sit smukke portræt foran flere af sine skrifter.